# Frente Republicana e Socialista

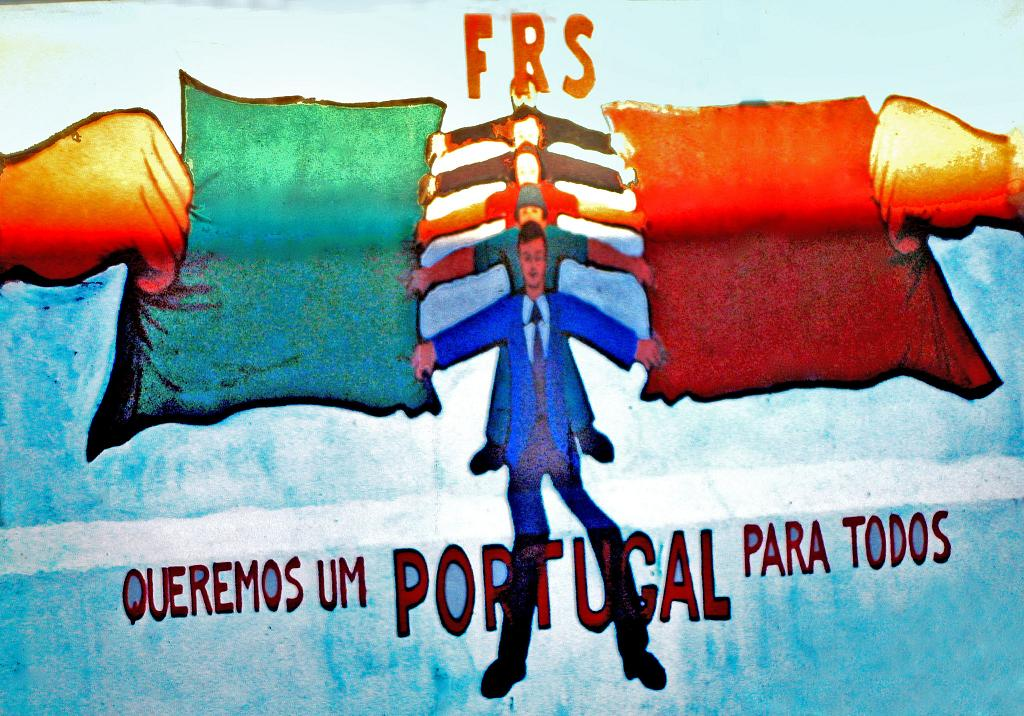
FRS - Frente Republicana e Socialista, pintura mural de 1980

A Frente Republicana e Socialista (FRS) foi uma coligação de partidos políticos portugueses formada pelo Partido Socialista (PS), União de Esquerda Socialista Democrática (UEDS) e Acção Social Democrata Independente (ASDI), registada em 1 de Agosto de 1980.
A coligação foi formada tendo em vista as eleições de 1980 para a Assembleia da República, tendo obtido 26,65% dos votos. Foi a reacção à esquerda do centro à união de partidos de centro-direita e de direita representada na Aliança Democrática (AD), que fora formada no ano anterior e vencera as eleições de 1979. Mesmo com a união da esquerda moderada na coligação FRS, a AD voltaria a ganhar nas eleições de 1980.

## Partidos constituintes
| Partidos/Movimentos | Partidos/Movimentos                            | Líder                   | Ideologia              | Espectro        |
| ------------------- | ---------------------------------------------- | ----------------------- | ---------------------- | --------------- |
|                     | Partido Socialista                             | Mário Soares            | Social-democracia      | Centro-esquerda |
|                     | União da Esquerda para a Democracia Socialista | António Lopes Cardoso   | Socialismo democrático | Esquerda        |
|                     | Acção Social Democrata Independente            | António de Sousa Franco | Social-democracia      | Centro-esquerda |

## Resultados Eleitorais
| Data | Líderes                                                    | Cl. | Votos     | %            | Deputados | Status   | Notas                    |
| ---- | ---------------------------------------------------------- | --- | --------- | ------------ | --------- | -------- | ------------------------ |
| 1980 | Mário Soares António Lopes Cardoso António de Sousa Franco | 2.º | 1 673 279 | 27,8 / 100,0 | 74 / 250  | Oposição | 66 / 250 4 / 250 4 / 250 |